# Harrington Regio
Harrington Regio, informalmente llamada Balrog Macula, es un accidente geográfico de la superficie del planeta enano Plutón. Es una de las regiones oscuras en la zona ecuatorial del planeta que contrasta con el entorno circundante de mayor albedo y, después de Belton Regio, la más extensa de dichas regiones oscuras.
Recibe este nombre en honor de Robert Sutton Harrington, astrónomo estadounidense considerado como codescubridor de Caronte. Esta denominación fue oficializada por la Unión Astronómica Internacional (IAU) el 11 de septiembre de 2024.